# Aurel Stodola
Aurel Boleslav Stodola (10. svibanj 1859. – 25. prosinac 1942.) bio je slovački inženjer, fizičar i izumitelj. Jedan je od pionira tehničke termodinamike i njenih aplikacija te je 1903. objavio knjigu Die Dampfturbinen (parne turbine), jedan od najvažnijih radova na području termodinamike u tom razdoblju. Stodola je bio profesor strojarstva na Tehničkoj visokoj školi (današnji ETH) u Zürichu gdje je jedan od njegovih studenata bio i Albert Einstein. 1892. godine Stodola je osnovao Laboratorij za konverziju energije pri ETH-u. Zbog velikog utjecaja na razvoj često ga se smatra jednim od očeva parne turbine. 

## Životopis

### Djetinjstvo i školovanje
Stodola je rođen 10. svibnja 1859. u slovačkom mjestu Liptovský Mikuláš u tadašnjoj Austro-Ugarskoj Monarhiji kao sin kožara Andreasa Stodole i Anne Kovac. Srednjoškolsko obrazovanje završio je u Levoči te diplomirao u državnoj školi u Košicama. Nakon toga je između 1876. i 1880. godine pohađao nekoliko visokoobrazovnih ustanova uključujući Tehničko sveučilište u Budimpešti te Sveučilište u Zurichu, a diplomu iz područja strojarstva dobio je na Švicarskom državnom tehnološkom institutu. U kasnijim godinama također je proširivao svoje znanje školovanjem na Tehničkom sveučilištu u Charlottenburgu te pariškoj Sorbonni.

### Karijera
Nakon školovanja Stodola se prvo zaposlio u mađarskoj željeznici gdje je stekao svoja prva tehnička iskustva. Nakon toga se zapošljava u praškoj podružnici tvrtke Ruston and Company za koju je od 1884. do 1892. godine dizajnirao parne i vodene turbine. Profesorsku karijeru na ETH-u započeo je 1892. godine kao docent u području strojarstva. Vrlo brzo je promoviran u status redovnog profesora kojeg je držao sve do umirovljenja 1929. godine. Za vrijeme profesorske karijere bio je na glasu kao vrstan predavač i pedagog. Također je izgradio veliki eksperimentalno teorijski laboratorij, u tom trenutku jedan od najmodernijih u Europi. Nakon umirovljenja ostao je konzultant na razvoju motora s unutarnjim izgaranjem.

## Znanstveni radovi

### Parne i plinske turbine
1903. godine Stodola je izdao knjigu Die Dampfturbinen koja se ispostavila kao njegov najvažniji rad. Osim termodinamičkih problema kod dizajniranja turbina, knjiga također opisuje i protok fluida, vibracije, analizu naprezanja ploče, oplate i rotirajućih diskova te koncentrirana naprezanja na provrtima i zaobljenjima. Prvo izdanje imalo je 220 stranica, ali već peto je imalo preko tisuću. Na engleskom je knjiga izdana 1927. godine pod nazivom Steam and gas turbines te reizdana više puta do 1945., a bila je osnovna referenca za inženjere koji su radili na prvoj generaciji mlaznih motora u SAD-u. Stodola je blisko surađivao s industrijom na razvoju prvih praktičnih plinskih turbina, poglavito s tvrtkom Brown, Boveri & Cie, koja je izgradila prvi električni generator pogonjen plinskom turbinom 1939. godine. U ovom radu Stodola je postavio i zakon elipse koji se često naziva i Stodolinim konusnim zakonom.

### Medicinska oprema
Od 1915. – 1916. godine Stodola je surađivao s njemačkim kirurgom Ferdinandom Sauerbruchom na razvoju napredne mehanički pogonjene prostetičke ruke. Ova suradnja je jedan od prvih dokumentiranih primjera udruživanja snaga kirurga i inženjera. Sauerbruch je povodom toga izjavio, “Ubuduće će dakle kirurg, fiziolog i tehničar (prostetičar/inženjer) će morati raditi zajedno.”

## Nagrade i postignuća
- 1908. nagrađen je Grashofovom medaljom za svoj rad na istraživanjima u strojarstvu[2]
- 1940. godine nagrađen je Međunarodnom zlatnom medaljom Jamesa Watta za razvoj strukturnih dijelova parne turbine[2]
- Asteroid otkriven 1984. godine nazvan je njemu u čast 3981 Stodola[2]

### Medalja Aurel Stodola
ETH je 2004. godine ustanovio nagradu u čast Stodoli i njegovom radu na toj instituciji. Od 2007. godine nagrada se dodjeljuje svake godine, a dobitnika odabire katedra na kojoj je Stodola predavao za vrijeme svoje karijere. Nagrada se sastoji od medalje za dobitnika te prilike dobitniku da održi predavanje na ETH-u u vezi istraživanja za koje je nagrada dodijeljena.